# Nowy Urgal
Nowy Urgal (russisch Новый Ургал) ist eine Siedlung städtischen Typs in der Region Chabarowsk im Fernen Osten Russlands. Sie hat 7231 Einwohner (Stand 1. Oktober 2021).

## Geographie
Die Siedlung liegt im weiten Tal der Bureja westlich des Burejagebirges, links des Burejanebenflusses Urgal unweit seiner Mündung. Nowy Urgal liegt etwa 340 Kilometer (Luftlinie) nordwestlich der Regionshauptstadt Chabarowsk.
Die Siedlung gehört zum Rajon Werchnjaja Bureja (Obere Bureja), dessen Verwaltungszentrum Tschegdomyn 30 bis 40 Kilometer (mehrere Ortsteile) entfernt in nordöstlicher Richtung liegt.

## Geschichte

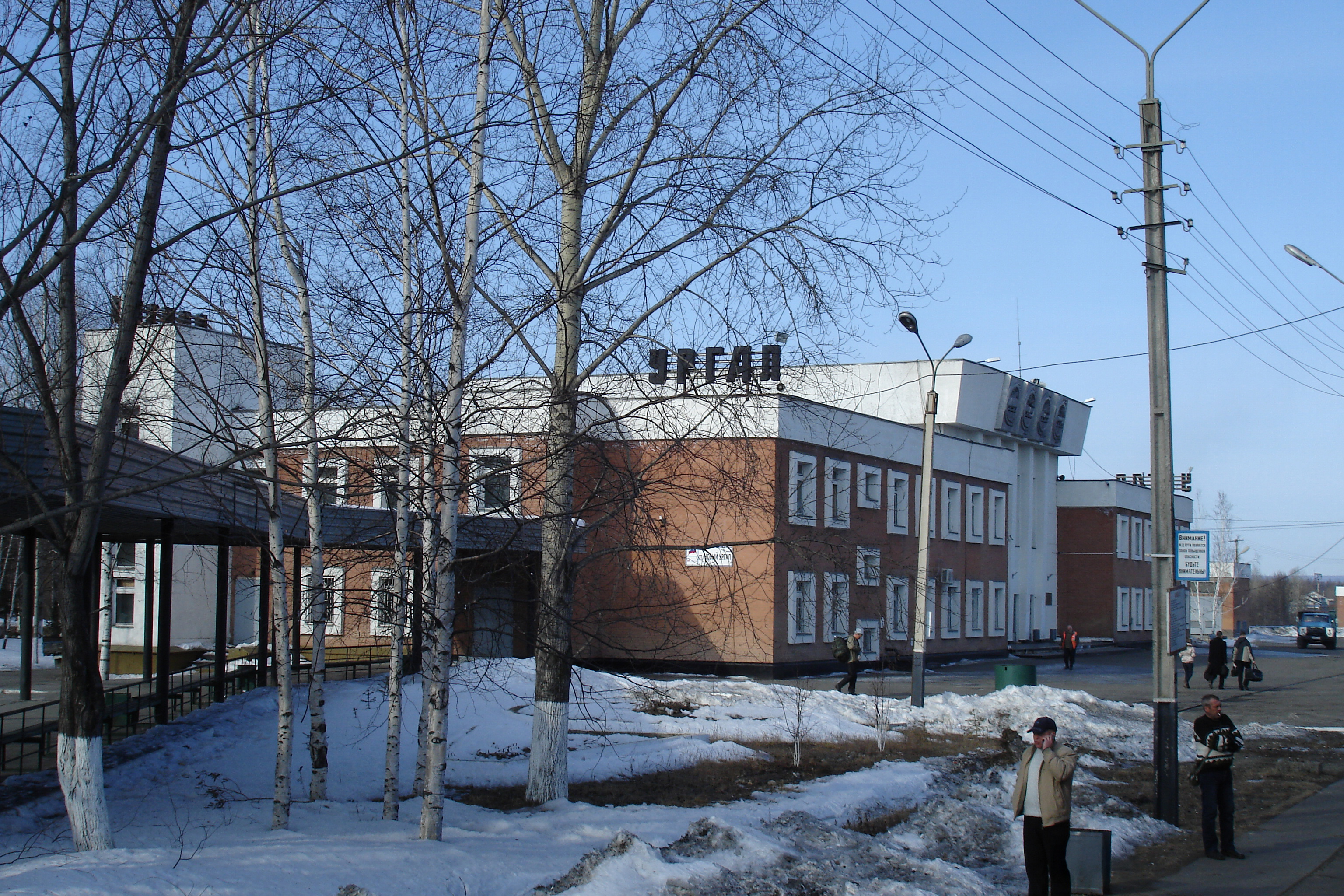
Bahnhof Nowy Urgal

Der Ort wurde im November 1974 unweit des nach dem Fluss benannten Dorfes Urgal im Zusammenhang mit dem Bau der Baikal-Amur-Magistrale (BAM) gegründet. Der Ortsname steht dementsprechend für Neu-Urgal.
Durch Urgal führte bereits seit 1951 die wiederhergestellte Eisenbahnstrecke von Iswestkowy (Station Iswestkowaja) an der Transsibirischen Eisenbahn nach Tschegdomyn, die ursprünglich bereits 1941 vor der Fertigstellung stand, aber nach Kriegsbeginn demontiert wurde, da das Material für kriegswichtigere Strecken benötigt wurde. Hier wurde nun ein großer Kreuzungsbahnhof der alten Strecke und der BAM errichtet, wie auch die Siedlung von Bauarbeitern aus der damaligen Ukrainischen SSR errichtet (im Rahmen der Propaganda um das Allunions-Komsomol-Bauobjekt BAM übernahmen jeweils eine oder mehrere Regionen der damaligen Sowjetunion Patenschaften über die meisten zu errichtenden Stationen und Siedlungen entlang der Strecke).
1985 erhielt Nowy Urgal den Status einer Siedlung städtischen Typs. Der reguläre Bahnverkehr auf dem gesamten Ostabschnitt der BAM von Tynda in der benachbarten Oblast Amur bis Komsomolsk am Amur wurde 1989 aufgenommen. Nach Fertigstellung der Bahnstrecke sowie infolge der Wirtschaftskrise in den 1990er Jahren verließen viele Einwohner den Ort.

### Bevölkerungsentwicklung
| Jahr | Einwohner |
| ---- | --------- |
| 1989 | 9126      |
| 2002 | 7274      |
| 2010 | 6803      |
| 2021 | 7231      |

Anmerkung: Volkszählungsdaten

## Wirtschaft und Infrastruktur
Nowy Urgal ist eine bedeutende Station der Baikal-Amur-Magistrale (Streckenkilometer 3289 ab Taischet), bei ihrem Zusammentreffen mit der Strecke Iswestkowaja–Tschegdomyn (Streckenkilometer 329). Die ursprünglich Urgal-II genannte Station (Urgal-I befindet sich zehn Kilometer östlich, beim Dorf Urgal) stellt mit ihrem großen Lokomotivdepot praktisch den einzigen Wirtschaftsfaktor für den Ort dar. Die Strecke der BAM überquert neun Kilometer westlich der Station auf einer 600 Meter langen Brücke die Bureja. Es existiert eine nördliche Güterumgehungsstrecke um die Station für den Durchgangsverkehr, die vor Urgal-I wieder einmündet.
Durch Nowy Urgal führt die der BAM folgende Straße.